# Skorušový úplaz

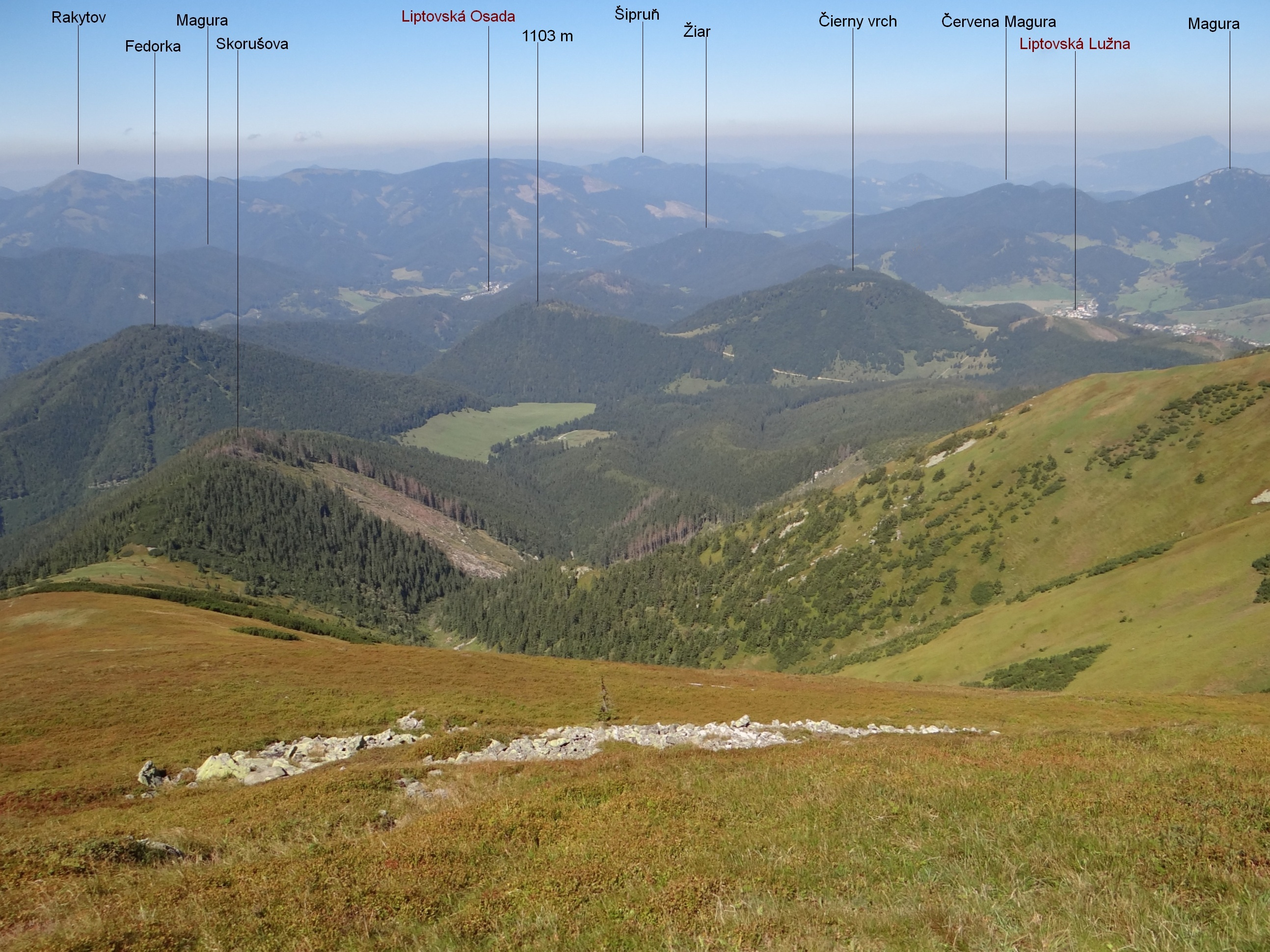
Widok spod szczytu Małej Chochuli

Skorušový úplaz – dolina na zachodnim końcu Niżnych Tatr na Słowacji. Opada w kierunku północno-zachodnim spod szczytu Malá Chochuľa (1720 m). Jej obramowanie tworzą dwa północno-zachodnie grzbiety; jeden opada z Małej Chochuli i ma nazwę Skorušová, drugi z bezimiennego wierzchołka między Małą Chochulą i Wielką Chochulą. Dnem doliny spływa Skorušovský potok. Nazwa dolinki pochodzi od upłazu na grzbiecie Skorušová. 
W górnej części jest to trawiasty i bardzo stromy żleb. Zimą schodzą nim lawiny. Niżej żleb przechodzi w porośniętą lasem dolinkę. W jej dolnej części znajduje się duża polana i osiedle domków. Na wysokości około 860 m dolina uchodzi do doliny Patočiny.
Przez polanę dolną częścią doliny prowadzi szlak turystyki rowerowej z uzdrowiska Korytnica-kúpele do wsi Liptovska Luzna.